# Distributed Proofreaders
Distributed Proofreaders, solitamente abbreviato in DP o PGDP, è un progetto con lo scopo di sviluppare eBook per il Progetto Gutenberg, permettendo a più persone di lavorare insieme alla correzione degli errori commessi dalle scansioni OCR. Si può tradurre in italiano come correttori distribuiti.

## Storia
Distributed Proofreaders è stato fondato da Charles Franks nel 2000 come sito indipendente per aiutare il Progetto Gutenberg. DP è divenuto sito ufficiale di Project Gutenberg nel 2002.
L'8 novembre 2002 Distributed Proofreaders è stato pubblicizzato su Slashdot, e più di quattromila nuovi membri si sono iscritti in un solo giorno, aumentando significativamente il numero di correttori e sviluppatori software; ciò portò a un miglioramento qualitativo e quantitativo degli e-book. Nell'ottobre 2004 Distributed Proofreaders ha raggiunto i 5.000 e-text inviati al Progetto Gutenberg, e nel marzo 2007 ha raddoppiato il numero. I 15.000 e-book sono stati raggiunti nel maggio 2009. Quasi la metà delle opere attualmente presenti su Project Gutenberg sono state create dai volontari di DP. Il 9 aprile 2011 sono stati raggiunti i 20 000 e-book pubblicati sul Progetto Gutenberg.
Il 31 luglio 2006 è stata istituita la Distributed Proofreader Foundations, per dare un'entità legale e lo status di organizzazione no-profit al progetto.

## Processo di correzione
Opere di pubblico dominio, solitamente libri il cui copyright è scaduto, vengono acquisite tramite scansione da parte dei volontari oppure selezionate da progetti di digitalizzazione; in seguito le immagini vengono sottoposte a riconoscimento dei caratteri tramite software OCR. Spesso il riconoscimento non è esatto, e nel testo risultante sono presenti numerosi errori. Per correggerli, le pagine sono rese disponibili ai volontari attraverso Internet, affiancando l'immagine originale al testo trascritto.
Ogni pagina viene corretta, riletta e formattata più volte; in seguito vengono unite le pagine e preparate per l'upload al Project Gutenberg.

## Numero di e-book
| Numero e-book | Data              | e-text                                                                                                 | Link al Project Gutenberg |
| ------------- | ----------------- | --- | ------------------------- |
| 1 000         | 19 febbraio 2002  | |                           |
| 2 000         | 3 settembre 2003  | Hamlet—the 'Bad Quarto', William Shakespeare                                                           | etext 9077                |
| 3 000         | 14 gennaio 2004   | The Anatomy of Melancholy, Robert Burton                                                               | etext 10800               |
| 4 000         | 6 aprile 2004     | Aventures du Capitaine Hatteras, Jules Verne                                                           | etext 11927               |
| 5 000         | 24 agosto 2004    | A short biographical dictionary of English literature, John William Cousin                             | etext 13240               |
| 6 000         | 2 febbraio 2005   | The Journal of Sir Walter Scott, Sir Walter Scott                                                      | etext 14860               |
| 7 000         | 23 giugno 2005    | |                           |
| 8 000         | 8 febbraio 2006   | The Suppression of the African slave-trade to the United States of America, 1638-1870, W. E. B. Dubois | etext 19179               |
| 9 000         | 8 settembre 2006  | |                           |
| 10 000        | 9 marzo 2007      | |                           |
| 11 000        | 12 settembre 2007 | Northern Nut Growers Association Thirty-Fourth Annual Report 1943, Northern Nut Growers Association    | etext 22587               |
| 12 000        | 26 gennaio 2008   | Zur Psychopathologie des Alltagslebens, Sigmund Freud                                                  | etext 24429               |
| 13 000        | 24 giugno 2008    | A world of girls, L. T. Meade                                                                          | etext 25870               |
| 14 000        | 1º dicembre 2008  | The Art of Stage Dancing, Ned Wayburn                                                                  | etext 27367               |
| 15 000        | 12 maggio 2009    | Philosophical Transactions of the Royal Society - Vol 1 - 1666, Autori vari                            | etext 28758               |
| 16 000        | 1º ottobre 2009   | ABC Petits Contes, Jules Lemaître                                                                      | etext 30117               |
| 17 000        | 4 marzo 2010      | The Position of Woman in Primitive Society, C. Gasquoine Hartley                                       | etext 31500               |
| 18 000        | 15 giugno 2010    | Area Handbook for Romania, Eugene K. Keefe, et al.                                                     | etext 32700               |
| 19 000        | 10 novembre 2010  | The banshee, O'Donnell, Elliot                                                                         | etext 34263               |
| 20 000        | 9 aprile 2011     | Niederländische Volkslieder, Hoffmann von Fallersleben                                                 | etext 35806               |